# Бойко, Олег Николаевич (футболист)
Оле́г Никола́евич Бо́йко (латыш. Oļegs Boiko; род. 25 июня 1976) — латвийский футболист, защитник.

## Карьера
В 1996—1997 годах Олег Бойко играл в Высшей лиге за рижские клубы «Юрниекс» и «Университате».
С 2000 года начал выступать в рядах клуба «РКБ Арма», а по итогам сезона 2001 года Олег Бойко стал лучшим бомбардиром (с 24 голами) и футболистом Первой лиги. В следующем сезоне он забил уже 26 голов, но в споре бомбардиров занял лишь 2-е место, уступив своему одноклубнику Игорю Кириллову.

## Достижения

### Командные
«РКБ Арма»
- Победитель Первой лиги Латвии: 2002.

### Личные
- Лучший бомбардир Первой лиги Латвии: 1995, 2001.
- Лучший футболист Первой лиги Латвии: 2001.